# ブヤル・ニシャニ
ブヤル・ファイク・ニシャニ（アルバニア語: Bujar Faik Nishani、アルバニア語発音: [buˌjaɹ niˈʃani]、1966年9月29日 - 2022年5月28日）は、アルバニアの政治家。2012年7月より同国大統領を1期務めた。それ以前はアルバニア民主党所属の国会議員で、内相を務めていたが、大統領選へ立候補するにあたり全ての役職を辞任した。国会で行われた選挙で、140票のうち73票の単独過半数を得て当選した。

## 経歴
ドゥラスに生まれる。1988年、スカンデルベグ軍事学院を卒業。1996年に渡米し、テキサス州サンアントニオとカリフォルニア州で学業に励んだ。2004年、ティラナ大学法学部を卒業。欧州研究で修士号を取得した。ニシャニは運動器官の障害で左半身を動かすことができないため、大統領の職務に耐えうる身体能力があるかどうか、議論がある。
共産主義体制崩壊後の1991年、アルバニア民主党に入党。国防省に対外関係の責任者として勤めた後、外務省のNATO関係局長となった。1996年、国防相に任命された。
民主党が敗れた1997年の議会選で失職し、NGOの代表となった。2001年、ティラナの民主党支部事務局長に選ばれ、2004年にはティラナ市議会議員になった。
2005年の選挙では首都の第34選挙区で警察・治安相のイグリ・トスカを破り、当選を果たした。国会の国家安全保障委員長を経て、サリ・ベリシャ首相から内相に抜擢され、再選後の2009年9月には司法相に指名された。2011年、ルルジム・バシャに代わって再び内相となった。
大統領当選後の2012年6月12日、内相を辞任した。2017年7月24日をもって1期で退任。
以前から肺に感染した自己免疫疾患に苦しんでいたニシャニは新型コロナウイルス感染症 (COVID-19)に感染した際に病状が悪化。2022年5月28日、療養先のドイツの病院で死去した。55歳没。

## 人物
オデタ・ニシャニと結婚し、二児をもうけた。